# Heather Mazur
Heather Mazur (* 17. Juni 1976 in Pittsburgh, Pennsylvania) ist eine US-amerikanische Schauspielerin. Bekanntheit erlangte sie vor allem durch die Rolle der Sarah Cooper aus dem Horrorfilm Die Rückkehr der Untoten und als Amy Battaglia aus der Serie L.A. Crash.

## Leben und Karriere
Heather Mazur stammt aus Pittsburgh, wo sie die Carnegie Mellon University mit einem Bachelor of Fine Arts abschloss. Anschließend erwarb sie auch ihren Master of Fine Arts von der Yale University. Ihre erste Rolle übernahm sie bereits im Alter von 14 Jahren, als sie für den Horrorfilm Die Rückkehr der Untoten von Regisseur Tom Savini in einer der Hauptrollen vor der Kamera stand. Ihre nächste Rolle übernahm sie erst einige Jahre später, 2003 trat sie in einer Gastrolle in der Serie Die Straßen von Philadelphia auf. Es folgten Rollen in Numbers – Die Logik des Verbrechens, Joey und CSI: NY. 2008 wirkte sie in der Fantasykomödie Nur über ihre Leiche mit.
Zwischen 2008 und 2009 spielte sie als Amy Battaglia eine der Hauptrollen in der Serie L.A. Crash, die bereits nach einer Staffel wieder eingestellt wurde. Seitdem trat sie unter anderem in den Serien Medium – Nichts bleibt verborgen, CSI: Miami, Criminal Minds, The Mentalist, Pretty Little Liars, Bones – Die Knochenjägerin, Switched at Birth, Modern Family, Glee, House of Lies, Navy CIS, Doubt, 9-1-1, Grey’s Anatomy, Magnum P.I. und How to Get Away with Murder in Gastrollen auf. Parallel dazu war sie auch in einigen kleineren Filmen zu sehen.
Zwischen 2011 und 2015 trat sie wiederkehrend als Darlene Saxton in Awkward – Mein sogenanntes Leben auf. 2019 übernahm sie als Angela Miller eine Nebenrolle in der Serie Good Trouble. Neben ihren Auftritten vor der Kamera, steht Mazur auch regelmäßig auf der Theaterbühne.

## Filmografie (Auswahl)
- 1990: Die Rückkehr der Untoten (Night of the Living Dead)
- 2003: Die Straßen von Philadelphia (Hack, Fernsehserie, Episode 2x03)
- 2006: Numbers – Die Logik des Verbrechens (Numb3rs, Fernsehserie, Episode 2x14)
- 2006: Related (Fernsehserie, Episode 1x16)
- 2006: Joey (Fernsehserie, Episode 2x17)
- 2007: Big Shots (Fernsehserie, Episode 1x07)
- 2007–2008: CSI: NY (Fernsehserie, 2 Episoden)
- 2008: Nur über ihre Leiche (Over Her Dead Body)
- 2008–2009: L.A. Crash (Fernsehserie, 10 Episoden)
- 2009: Medium – Nichts bleibt verborgen (Medium, Fernsehserie, Episode 5x05)
- 2009: Three Rivers Medical Center (Three Rivers, Fernsehserie, Episode 1x08)
- 2009: Anatomy of Hope (Fernsehfilm)
- 2010: Law & Order: LA (Fernsehserie, Episode 1x08)
- 2011: CSI: Miami (Fernsehserie, Episode 9x19)
- 2011: Criminal Minds (Fernsehserie, Episode 6x21)
- 2012: The Mentalist (Fernsehserie, Episode 4x11)
- 2012: Bones – Die Knochenjägerin (Bones, Fernsehserie, Episode 8x04)
- 2013: Marvin Marvin (Fernsehserie, Episode 1x14)
- 2013: A Leading Man
- 2014: Dwell Time (Kurzfilm)
- 2014: Switched at Birth (Fernsehserie, 3 Episoden)
- 2014: Matador (Fernsehserie, Episode 1x08)
- 2014: Modern Family (Fernsehserie, Episode 6x07)
- 2015: Glee (Fernsehserie, Episode 6x01)
- 2015: House of Lies (Fernsehserie, Episode 4x10)
- 2015: Castle (Fernsehserie, Episode 7x18)
- 2015: Navy CIS (NCIS, Fernsehserie, Episode 13x04)
- 2016: Dispatch
- 2016–2017: Insecure (Fernsehserie, 5 Episoden)
- 2017: Doubt (Fernsehserie, Episode 1x05)
- 2017: Darkness Rising
- 2017: I’m Not Here
- 2017: Chance (Fernsehserie, 2 Episoden)
- 2018: 9-1-1 (Fernsehserie, Episode 1x03)
- 2018: Grey’s Anatomy (Fernsehserie, Episode 14x21)
- 2018: Drive Me to Vegas and Mars
- 2018–2019: Schatten der Leidenschaft (The Young and the Restless, Fernsehserie, 5 Episoden)
- 2019: Deadly Switch
- 2019: Magnum P.I. (Fernsehserie, Episode 1x18)
- 2019: How to Get Away with Murder (Fernsehserie, Episode 6x04)
- 2019: Good Trouble (Fernsehserie, 11 Episoden)
- 2019–2023: Tacoma FD (Fernsehserie, 14 Episoden)
- 2020: Navy CIS: L.A. (NCIS: Los Angeles, Fernsehserie, Episode 12x02)
- seit 2021: General Hospital (Fernsehserie)
- 2022: The Lincoln Lawyer (Fernsehserie, 5 Episoden)
- 2022: American Gigolo (Fernsehserie, Episode 1x04)
- 2023: The Rookie: Feds (Fernsehserie, Episode 1x22)